# Лука (Житомирский район)
Лука́ (укр. Лука) — село на Украине, основано в 1601 году, находится в Житомирском районе Житомирской области. Расстояние от Житомира — 12 км. Через село проходит трасса Житомир — Сквыра.

## Интересные факты
В 1825 г. в с. Лука проходили сборы членов Южного общества декабристов с членами общества Объединенных славян.
Во время фашистской оккупации в селе действовала подпольная группа во главе с П. Г. Юницким.
399 жителей Луки бились на фронтах Великой Отечественной войны. В боях с фашистами 127 человек было убито, 172 человека были награждены правительственными наградами.
Уроженец Луки Е. С. Побережный является кандидатом исторических наук.
Код КОАТУУ — 1822084701. Население по переписи 2001 года составляет 1241 человек. Почтовый индекс — 12433. Телефонный код — 412. Занимает площадь 4,139 км².

## Адрес местного совета
12433, Житомирская область, Житомирский р-н, с. Лука, ул. Генерала Вахнюка, 1